# Медальйон-портрет імператора Максиміліана II
«Медальйо́н-портре́т імпера́тора Максиміліа́на II» (англ. Medallion Portrait of Emperor Maximilian II) — медальйон роботи італійського скульптора Антоніо Абондіо (1538—1591). Створений у 3-й чверті XVI століття в Інсбруці. Зберігається у Кунсткамері у Музеї історії мистецтв, Відень (інвент. номер КК 3074).
Імператор Максиміліан II (1527—1576) зображений на цьому медальйоні строго у профіль, за прикладом античних зображень на монетах. Його головами увінчана лаврами, Максиміліан II тримає фельдмаршальський жезл у правій руці, з червоною перев'яззю на нагруднику лат — в античному стилі. На зворотньому боці медальйоні зображена тріумфуюча Вікторія із багатою військовою здобиччю, а поряд із нею — скутий оголений чоловік у тюрбані. Медальйон — монумент у малому форматі — таким чином вшановує імператора Священної Римської імперію як переможця турків. У 1566 році Максиміліан II дійсно брав участь у поході проти турків, але без великих перемог. Того ж року він взяв до себе на службу Антоніо Абондіо із Північної Італії як портретиста. Абондіо був особливо знаменитий своїми натуралістичними портретами (із розфарбованого воску) представників дому Габсбургів і споріднених ним династій.
Вперше згадується у 1607—1611 роках в описі (№2129) колекції імператора Рудольфа II (1552—1612) в Празі.